# Xabi Prieto
Xabier Prieto Argarate (* 29. August 1983 in Donostia-San Sebastián) ist ein ehemaliger spanischer Fußballspieler, der seine gesamte Karriere bei Real Sociedad in der spanischen Primera División verbrachte.

## Spielerkarriere
Xabi Prieto startete seine Karriere als Fußballer in seiner Heimatstadt beim baskischen Traditionsclub Real Sociedad. Sein Profi-Debüt gab er in der Saison 2003/04. Schnell stieg der Mittelfeldspieler zur Stammkraft auf. In seiner Premieren-Spielzeit schoss er zwei Tore in elf Spielen. Im folgenden Jahr lief er schon 23 Mal auf. Der Durchbruch gelang ihm 2005/06, als er neun Tore in 38 Spielen erzielte. In dieser Saison kam er in jedem Spiel zum Einsatz.
Trotz des Abstiegs 2006/07 blieb Xabi Prieto bei seinem Heimatverein. Prieto erreichte mit San Sebastian jedoch wieder den Aufstieg in der Saison 2009/10 und spielte seitdem in der Primera Division. 2014 erreichte er mit seinem Verein den vierten Tabellenplatz und konnte sich damit für die Champions League qualifizieren. Dies gelang mit zwei Siegen gegen Olympique Lyon, in der darauffolgenden Gruppenphase schied Prieto mit San Sebastián jedoch aus. 2018 beendete er seine aktive Karriere.